# نوزومی نیشیدا
نوزومی نیشیدا (انگلیسی: Nozomi Nishida؛ زادهٔ ۲۲ ژوئیه ۱۹۹۰) صداپیشه، و خواننده اهل ژاپن است. وی از سال ۲۰۱۲ میلادی تاکنون مشغول فعالیت بوده‌است.